# Villberga kyrka
Villberga kyrka är en kyrkobyggnad som tillhör Villberga församling i Uppsala stift. Kyrkan ligger norr om en rund höjd drygt en kilometer söder om Grillby.

## Kyrkobyggnaden
Kyrkan består av ett rektangulärt långhus med ett smalare, rakt avslutat kor i öster. Vid korets norra sida finns en vidbyggd sakristia. Mitt på långhusets södra vägg finns ett vidbyggt vapenhus. Kyrkans östra del stöds av fyra strävpelare.

### Tillkomst och medeltida ombyggnader
Ursprungliga kyrkan bestående av långhus och kor uppfördes på folkungatiden. Tillkomsttiden uppskattas av Gerda Boëthius ligga mellan åren 1227-1280. Vid mitten av 1300-talet försågs kyrkorummets innertak med ribbvalv av tegel och nuvarande sakristia tillkom. Samtidigt med valven tillkom troligen strävpelarna. Vapenhuset, som inte ligger i förband med långhuset, har daterats till perioden 1250-1350 med hjälp av ett målningsspår på vinden. Målningsspåret antyder att här tidigare har funnits ett tunnvalv av trä. Vid mitten av 1400-talet utfördes kalkmålningar av en okänd konstnär tillhörande Mälardalsskolan. Vid slutet av 1400-talet kalkades dessa över och nya målningar tillkom utförda av Albertus Pictor eller någon av hans elever.

### Senare förändringar
Bortsett från en del fönsterupptagningar och fönsterförstoringar, har exteriören förblivit relativt oförändrad sedan medeltiden. Interiören däremot har genomgått ett flertal förändringar. Vid mitten av 1700-talet överkalkades de medeltida målningarna. Samtidigt fick kyrkorummet merparten av sin nuvarande inredning. Bänkinredning, orgelläktare, orgelfasad och predikstol tillkom då. Inga renoveringar utfördes på 1800-talet vilket medförde att 1700-talets inredning lämnades intakt. 1907 genomfördes en restaurering under ledning av Sigge Cronstedt. Kalkmålningarna från 1400-talet togs då fram. Det var de ursprungliga målningarna av den okände konstnären som togs fram, medan de yngre målningarna av Albertus Pictor togs bort. En liten scen i mellersta valvets västra kappa fick bli kvar av Albertus Pictors målningar. Kyrkorummet fick samtidigt sin nuvarande färgsättning. Vid samma restaurering installerades varmluftsuppvärmning, men på grund av det nya värmesystemet nedsvärtades kalkmålningarna. 1947 installerades elektrisk uppvärmning och 1949 rengjordes kalkmålningarna.

## Inventarier
- Altarskåpet tillverkades omkring 1510 i Jan Bormans verkstad i Bryssel. Enligt en gammal tradition togs altarskåpet som krigsbyte i Tyskland och kom till Villberga kyrka 1632. Altarskåpets huvudmotiv är passionshistorien, men även en mindre julserie finns med.
- Vid korets sydvägg står ett sakramentsskåp från 1400-talet.
- Predikstolen tillverkades 1762 i Strängnäs av bildhuggare Jakob Annel.
- Delar av en gotländsk dopfunt från omkring år 1300 finns bevarade.
- I koret står en dopfunt av sandsten från 1967. Funten är en paradisfunt ritad av Erik Hermansson i Bålsta med den medeltida dopfunten som förebild.
- Mitt i kyrkorummet hänger en ljuskrona av mässing med 20 pipor. På en nedhängande mässingsplåt finns följande inskription: "Stephanus Erici Treuderus, anno 1660". Vid läktaren hänger en annan mässingskrona med sex pipor som har inskriptionen: "Anna Björn, anno 1739". En ljuskrona med sex pipor och kronglas är från omkring år 1850. En likartad ljuskrona finns i sakristian.
- Nattvardskärl och paten, av förgyllt silver är tillverkade 1753 av guldsmed K. Kellson i Stockholm. Ett sockenbudstyg bär årtalet 1785.

### Orgel
- 1811 byggde Anders Svanström, Strängnäs en orgel med 12 stämmor.
- Den nuvarande orgeln byggdes 1908 av Erik Henrik Eriksson, Gävle. Orgeln är pneumatisk med kägellådor. 1956-1957 ombyggdes och tillbyggdes orgeln av Oskar Sundström, Uppsala. 1958 ombyggdes orgeln av Rolf Larsson, Uppsala. 1963 omintonerades orgeln av Bo Wedrup, Uppsala.

| Huvudverk I    | Svällverk II      | Pedal       | Koppel  |
| Principal 8´   | Salicional 8´     | Subbas 16´  | I/P     |
| Dubbelflöjt 8' | Rörflöjt 8'       | Gedakt 8'   | II/P    |
| Oktava 4'      | Principal 4'      | Koralbas 4' | II/I    |
| Oktava 2'      | Flöjt 4'          |             | I 4'    |
| Mixtur III     | Nasard 2 2⁄3'     |             | II 4'/P |
| Krumhorn 8'    | Valdflöjt 2'      |             |         |
|                | Cymbel II         |             |         |
|                | Crescendosvällare |             |         |

## Omgivning
- En panelklädd klockstapel från 1728 står strax norr om kyrkogårdsmuren. Fram till 1728 stod klockstapeln på sin nuvarande plats, men det året vräktes stapeln omkull av ett stormväder. Därefter flyttades stapeln till Högberg omkring 300 meter söder om kyrkan. Med tiden kom stapeln att döljas av framväxande skog. 1952 flyttades klockstapeln tillbaka till sin ursprungliga plats. Stora kyrkklockan tillkom 1865 och göts om 1907. Lilla kyrkklockan slogs sönder i stormvädret 18 mars 1728, göts om 1730 samt 1910.
- Kyrkogårdsmuren har två medeltida stigluckor, en i öster och en i väster.
- Prästgården ligger strax nedanför på sydsluttningen. Prästgården uppfördes 1812 och byggdes till under 1920-talet.

## Bildgalleri

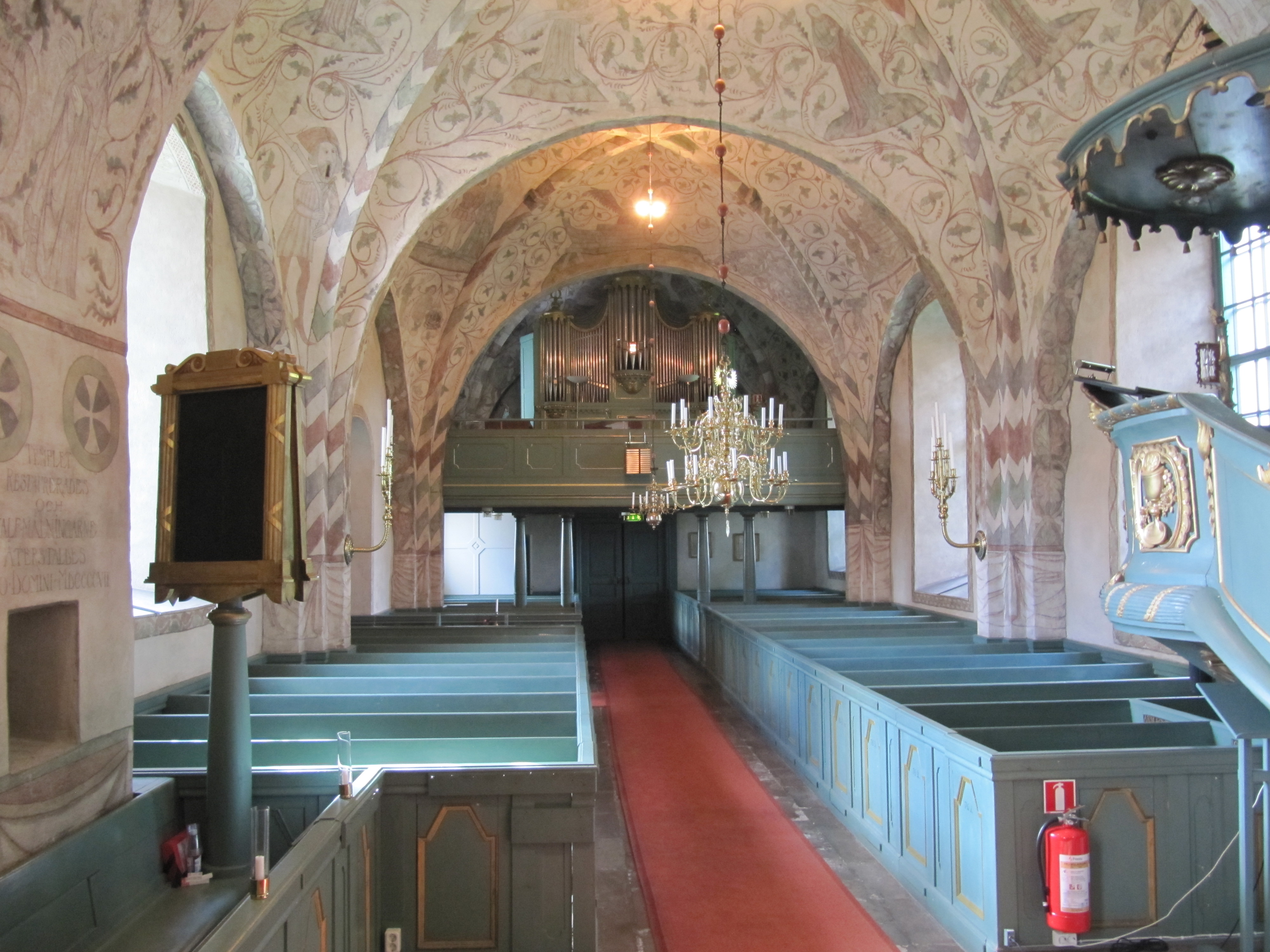
Kyrkorum mot väster
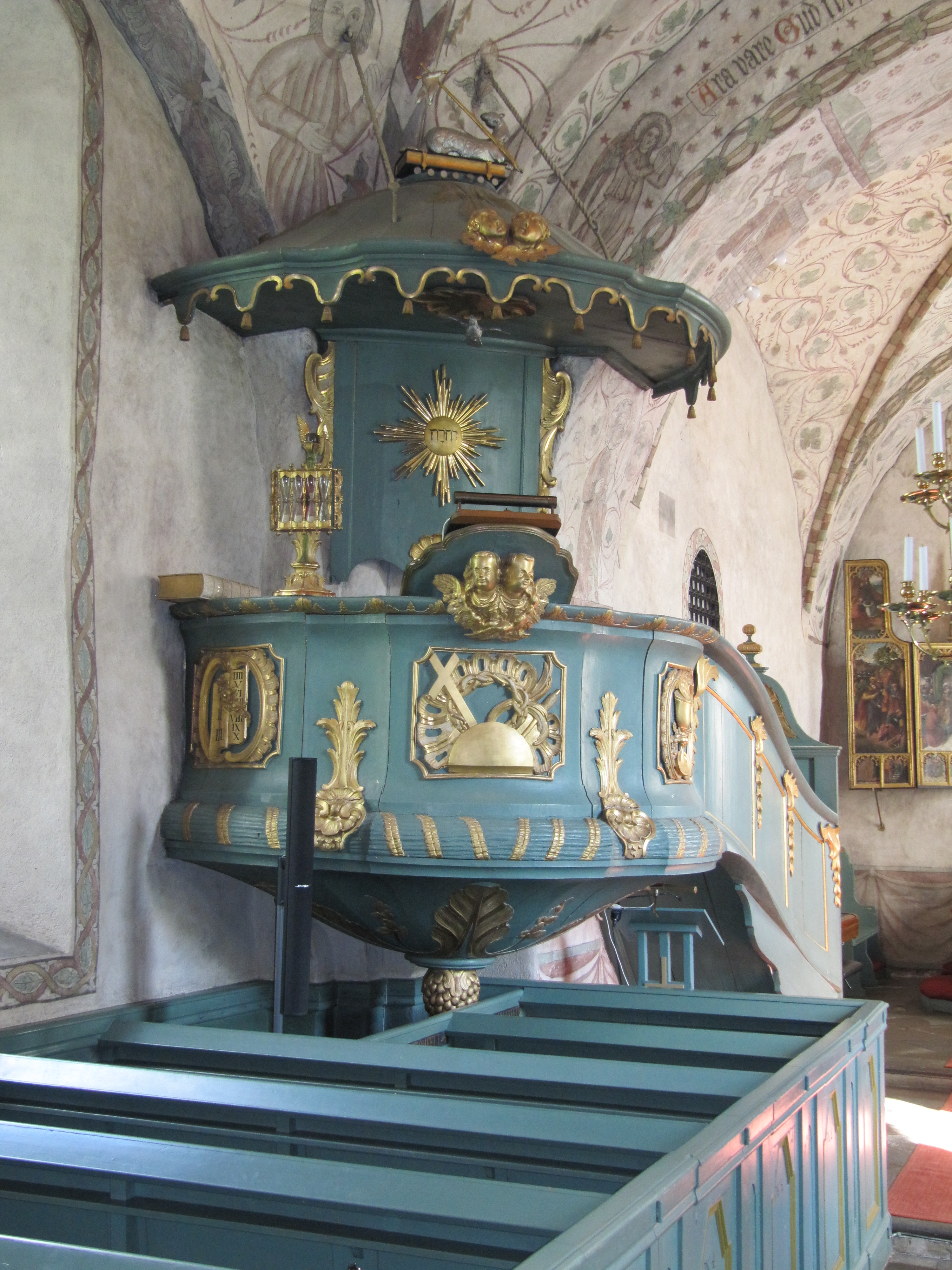
Predikstol
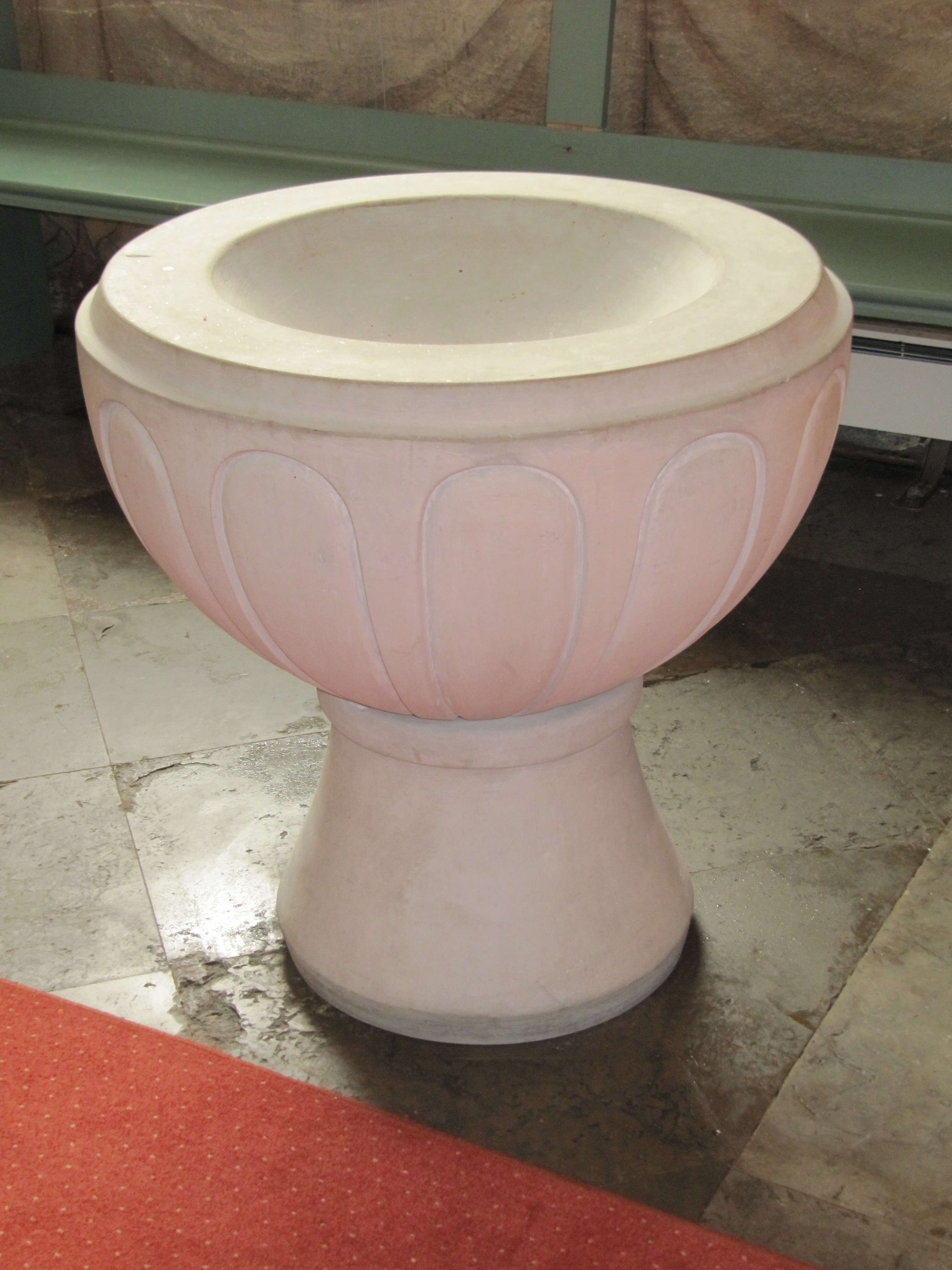
Dopfunt
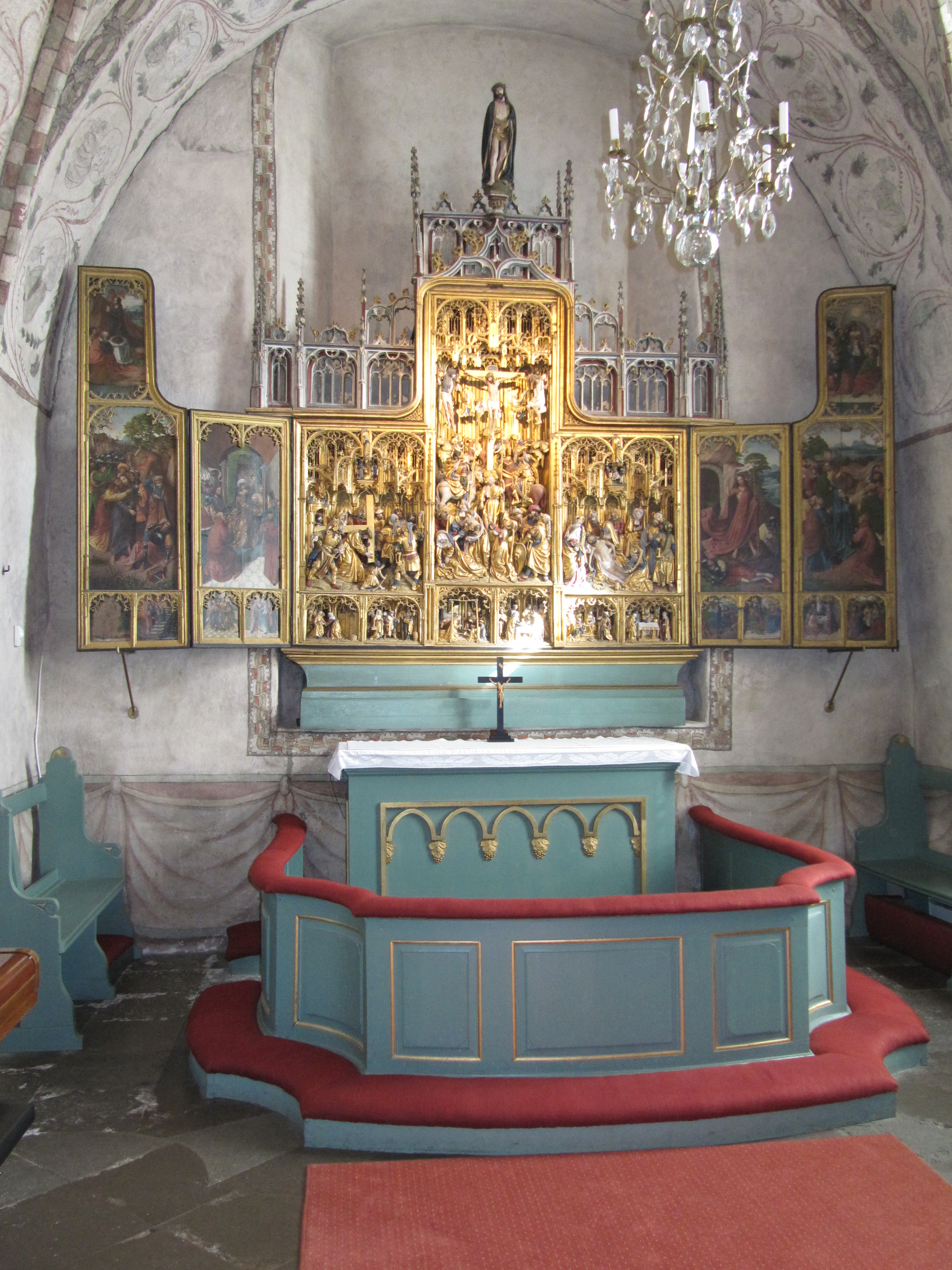
Altaruppsats
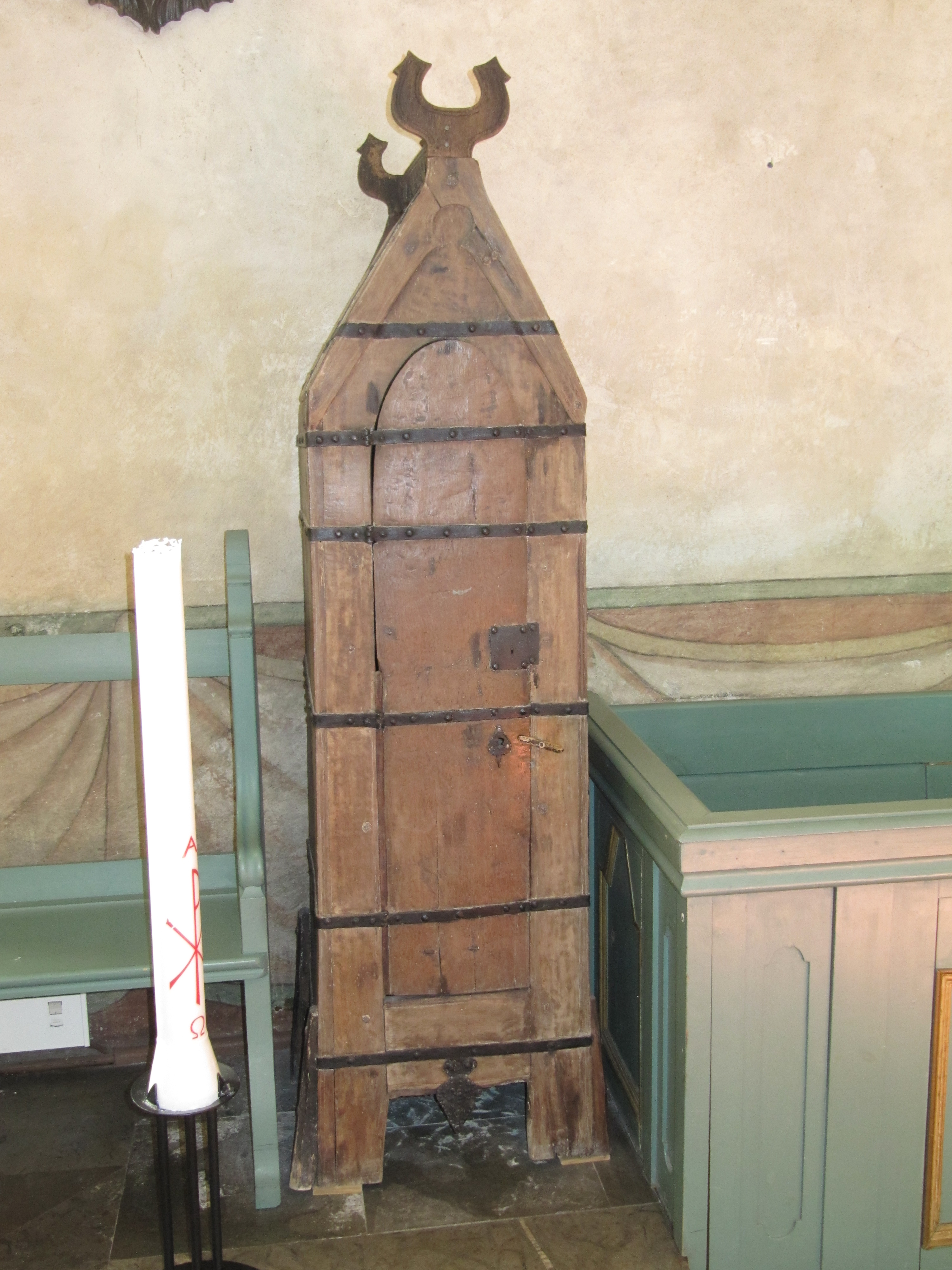
Sakramentsskåp
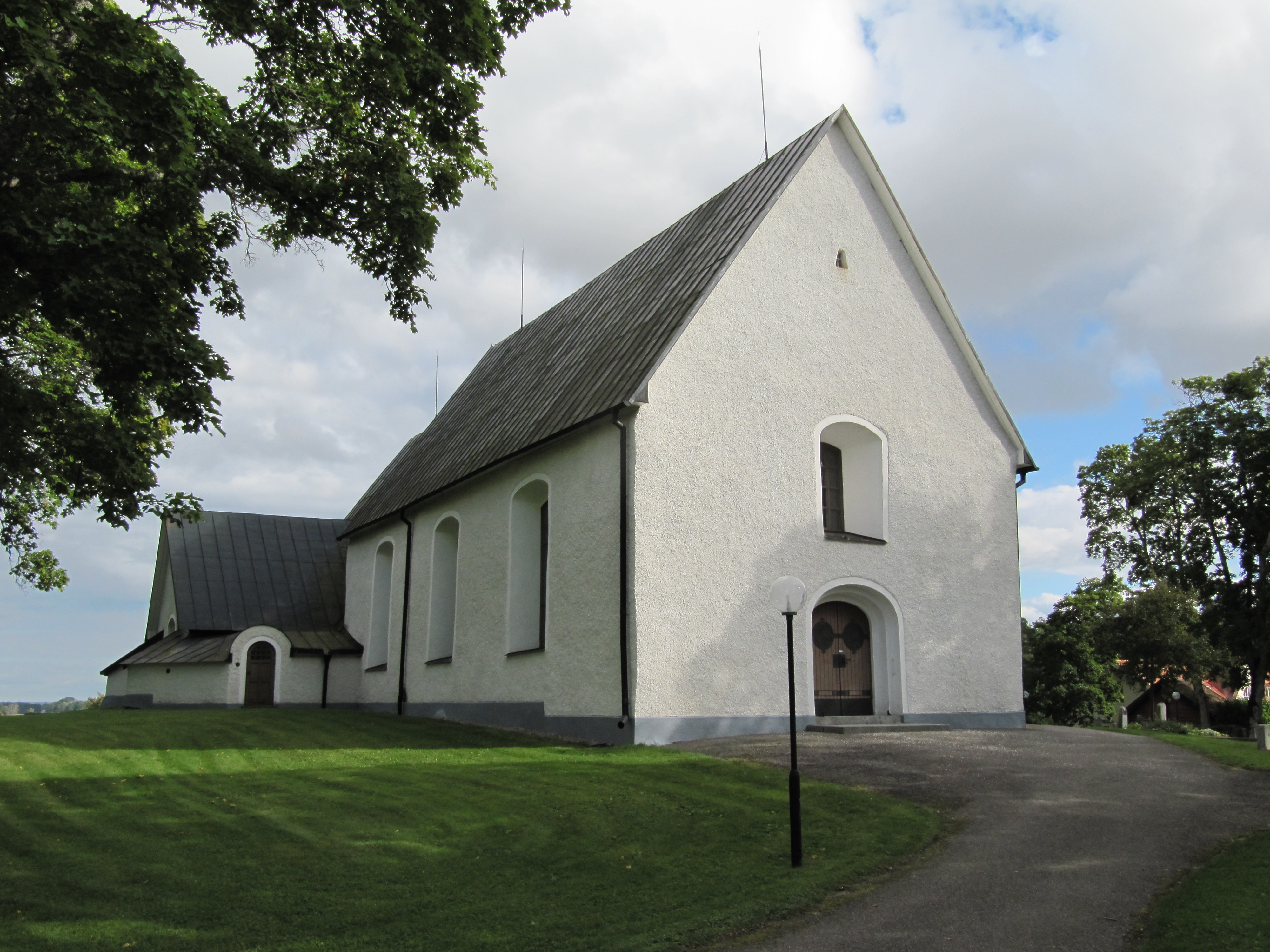
Kyrkan från väster
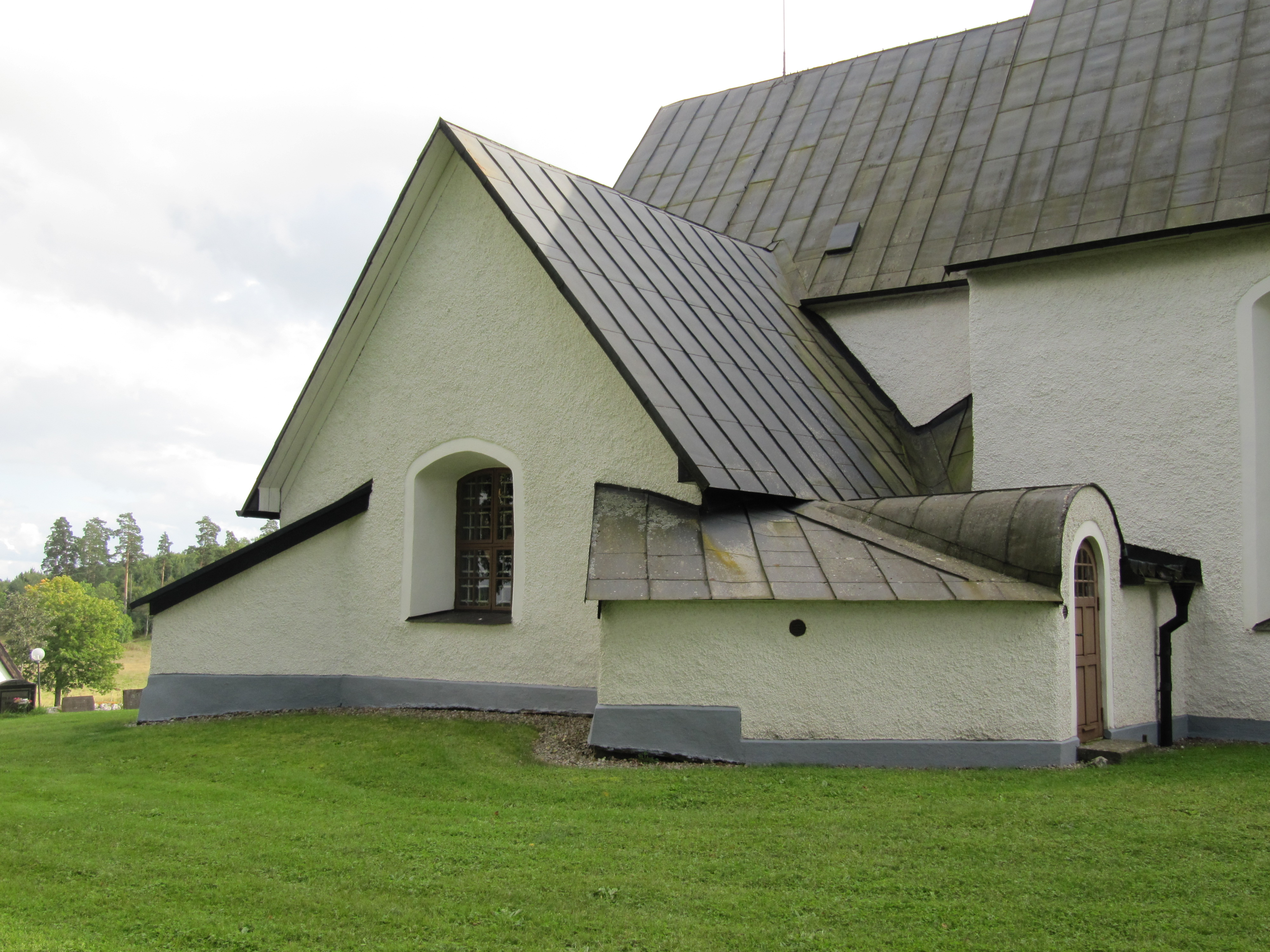
Sakristian
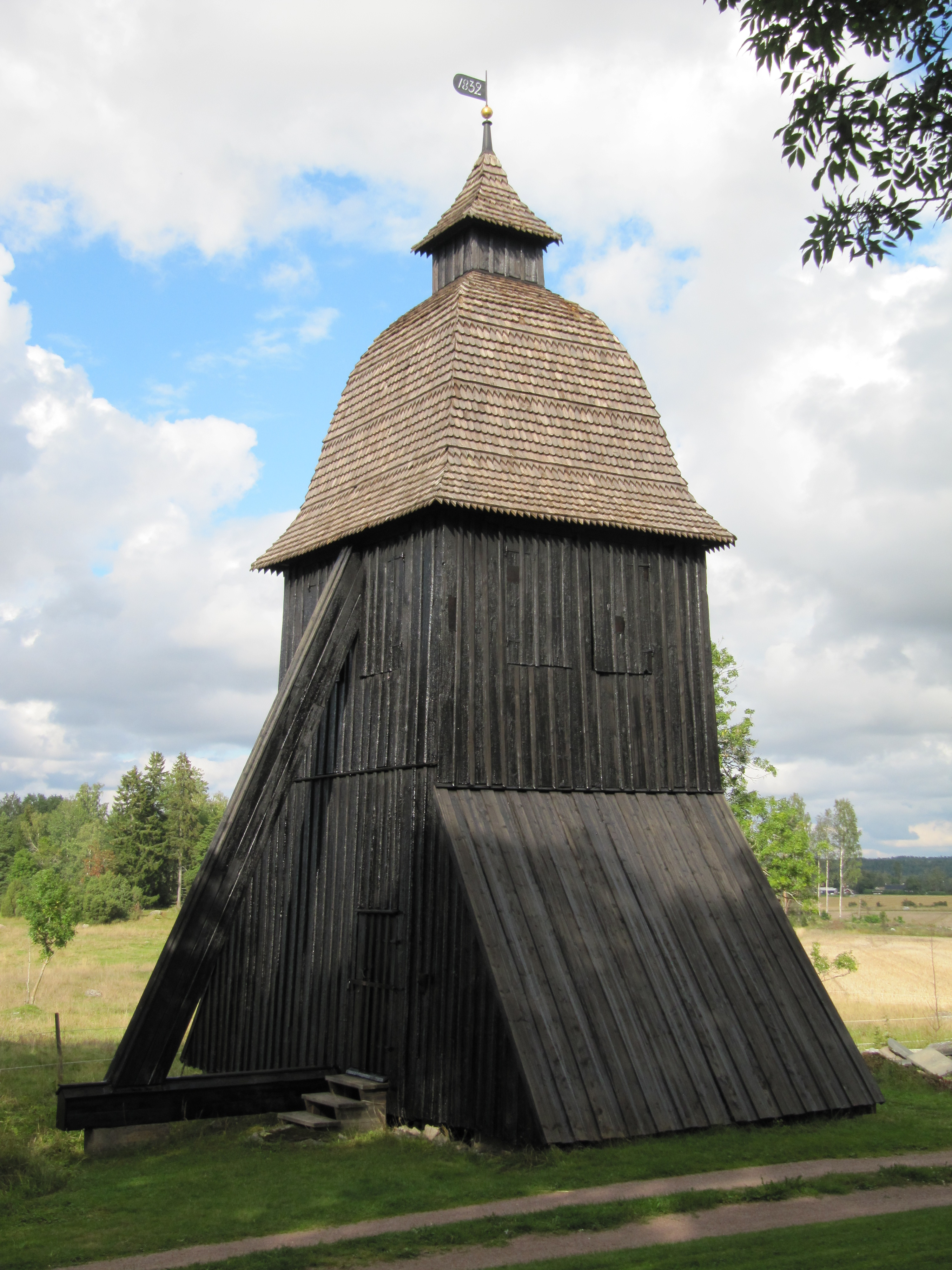
Klockstapeln
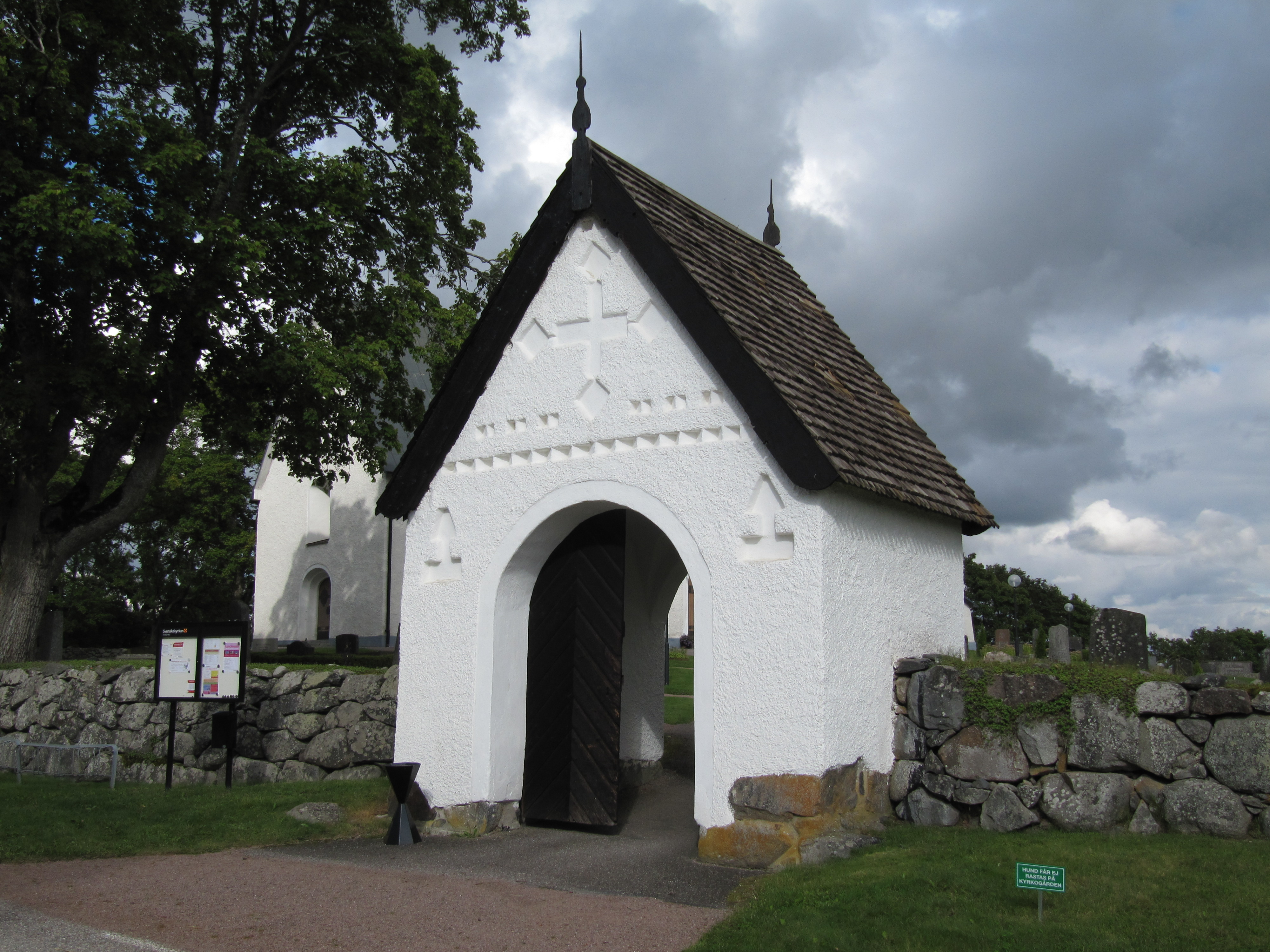
Västra stigluckan
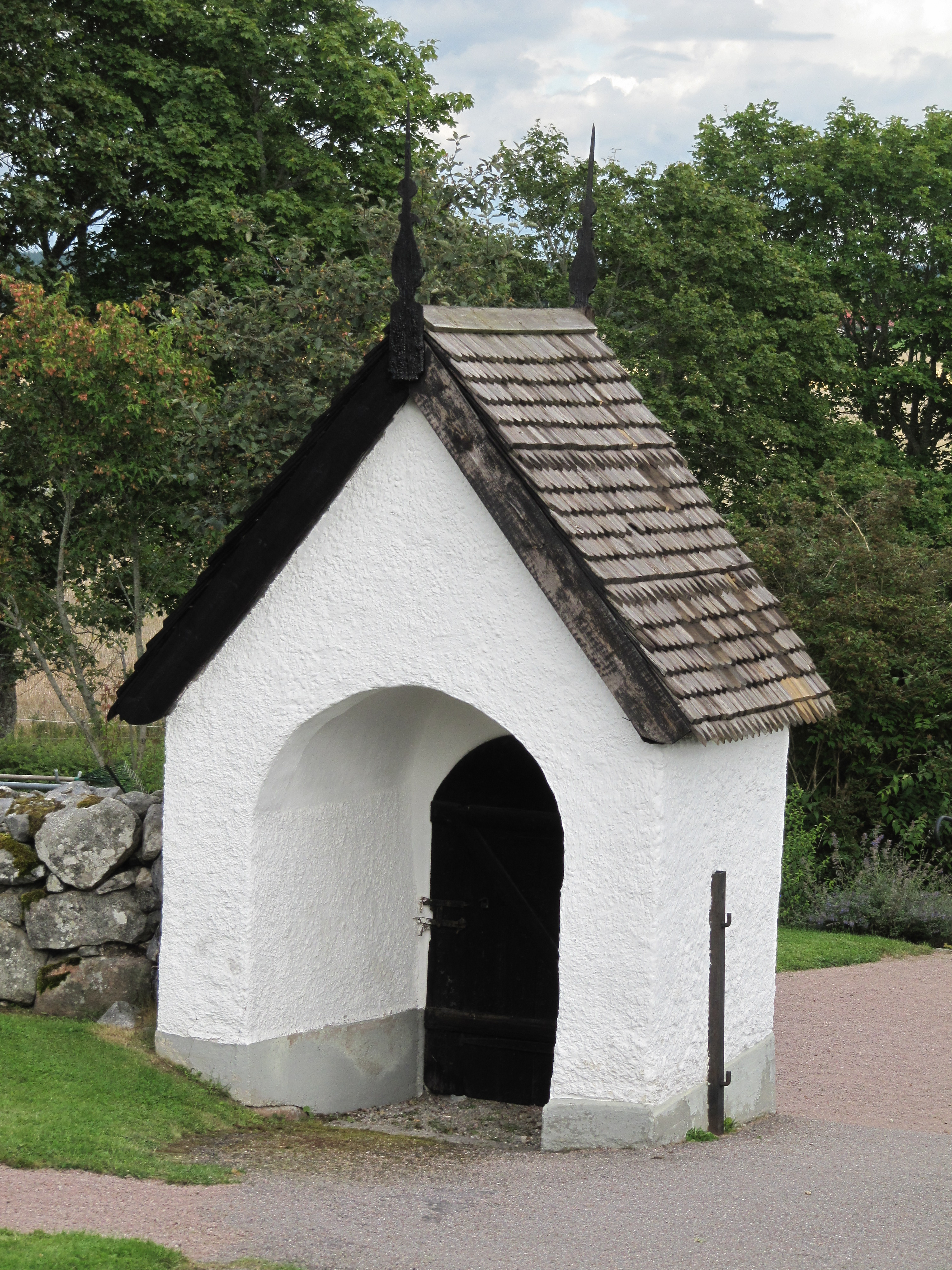
Östra stigluckan

### Webbkällor
- Upplandia.se - En site om Uppland
- Information från Villberga pastorat